# Antic Poble de Sant Pere

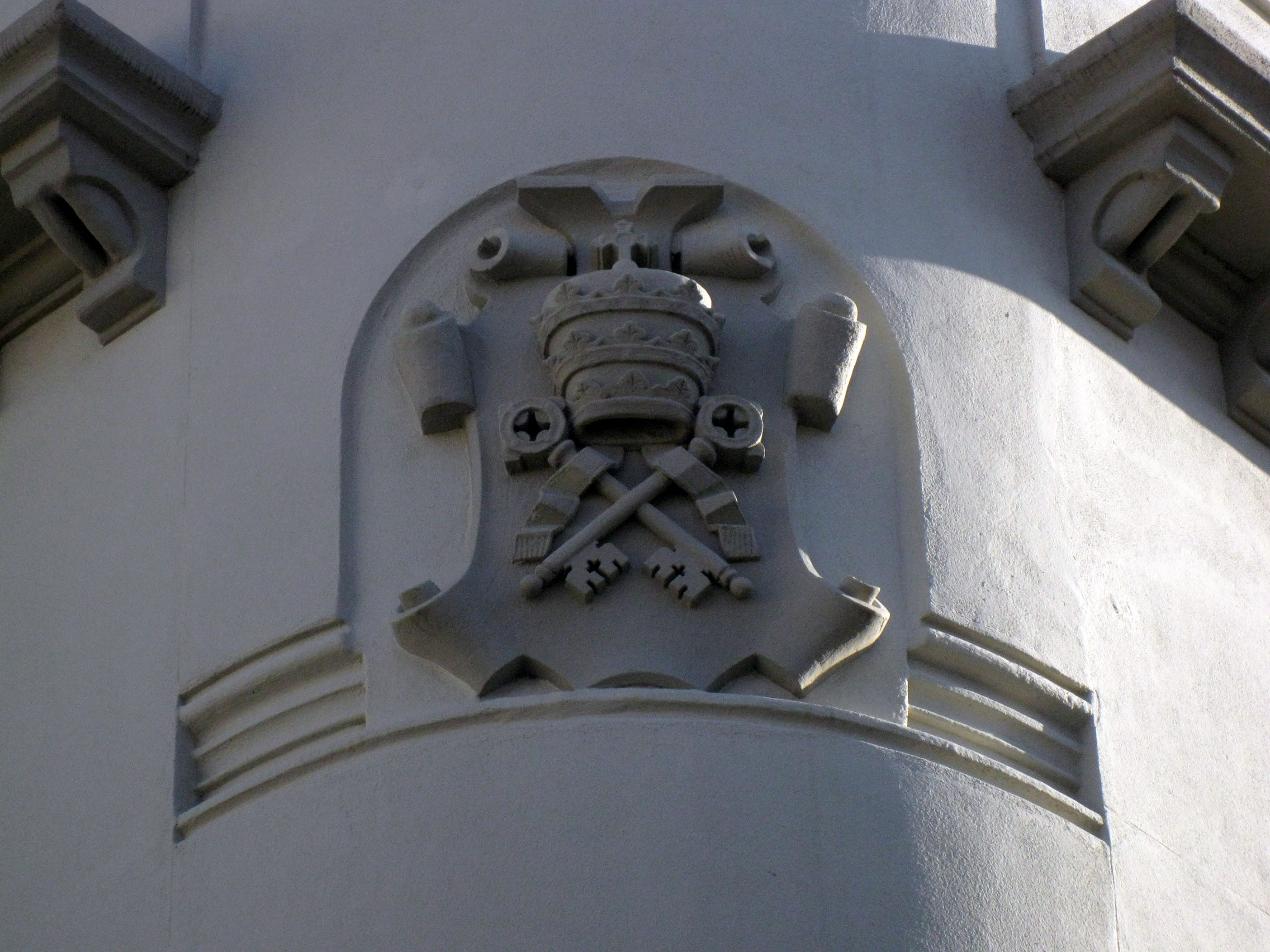
Escut de Sant Pere de Terrassa, a l'edifici de l'antic ajuntament

L'Antic Poble de Sant Pere és un barri de Terrassa del districte 1 o del Centre, corresponent a l'antic nucli històric de Sant Pere de Terrassa. Té una superfície de 0,08 km² i una població de 616 habitants el 2021, any en què era el barri urbà més poc poblat de la ciutat si no tenim en compte els barris disseminats de Can Gonteres, els Caus – els Pinetons, la Font de l'Espardenyera, el Pla del Garrot i Vista Alegre.
Ocupa el morrot format pels torrents de Vallparadís a l'oest i Montner a l'est, torrents que integren l'actual parc de Vallparadís, i està limitat al nord pel passeig Vint-i-dos de Juliol (l'antiga via del ferrocarril Barcelona-Manresa de la RENFE).
Té parròquia pròpia, a l'església de Sant Pere, que sobrepassa els límits del barri i s'estén fins a Vallparadís i una part de Sant Pere i el Centre. La festa major és el diumenge abans de Sant Pere.

## Història

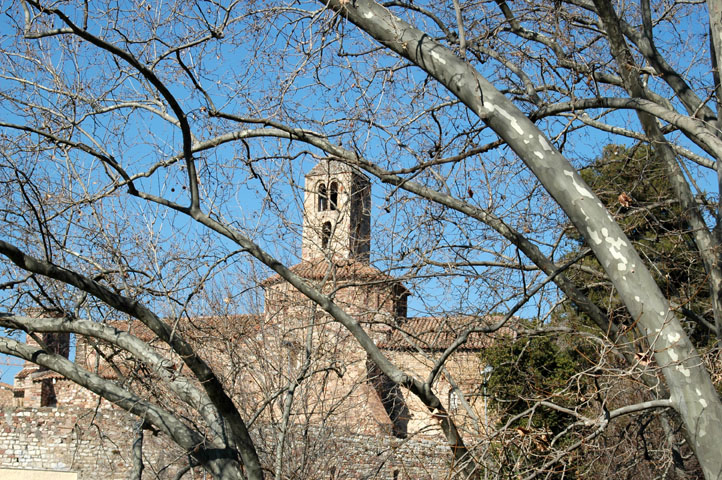
Santa Maria, dins el conjunt monumental de les esglésies de Sant Pere

L'antic poble de Sant Pere de Terrassa es va formar al voltant del conjunt romànic de les tres esglésies de Sant Pere (Sant Pere, Sant Miquel i Santa Maria), seu del bisbat d'Ègara. Nascut cap al segle xvii quan els propietaris dels masos de la rodalia van construir casa al carrer Major, a començament del segle xix era el centre d'un extens municipi de població disseminada, concentrada entorn del carrer Major de Sant Pere, el camí de Montserrat (actualment Bonaventura Castellet) i la placeta de la Creu. Com que el municipi encerclava Terrassa i no la deixava créixer fora dels seus límits, finalment el 1904 Sant Pere va perdre l'autonomia municipal i fou integrat dins el terme de Terrassa.
Arran de l'annexió de l'antic poble, el barri s'expandeix cap al nord, única part en què era possible fer-ho, ja que els altres cantons estaven limitats pels torrents de Vallparadís i Montner. En aquesta expansió, el barri creix cap a la carretera de Matadepera i el centre es desplaça del carrer Major al carrer Ample; el nou barri de Sant Pere es desenvoluparà molt més, en extensió i població, que l'antic nucli i es convertirà definitivament en un barri separat del de l'Antic Poble de Sant Pere el 1983.

## Llocs d'interès
- Les esglésies de Sant Pere, el conjunt artístic més important de la ciutat i una de les joies de l'art romànic català.
- La rectoria de Sant Pere, actualment centre d'interpretació de les esglésies de Sant Pere.
- El pont de Sant Pere, sobre el torrent de Vallparadís, que unia l'antic poble amb la ciutat de Terrassa. Construït per Ramon Suris al primer terç del segle xvii, té tres arcs, el central de mig punt i els laterals apuntats.[5]

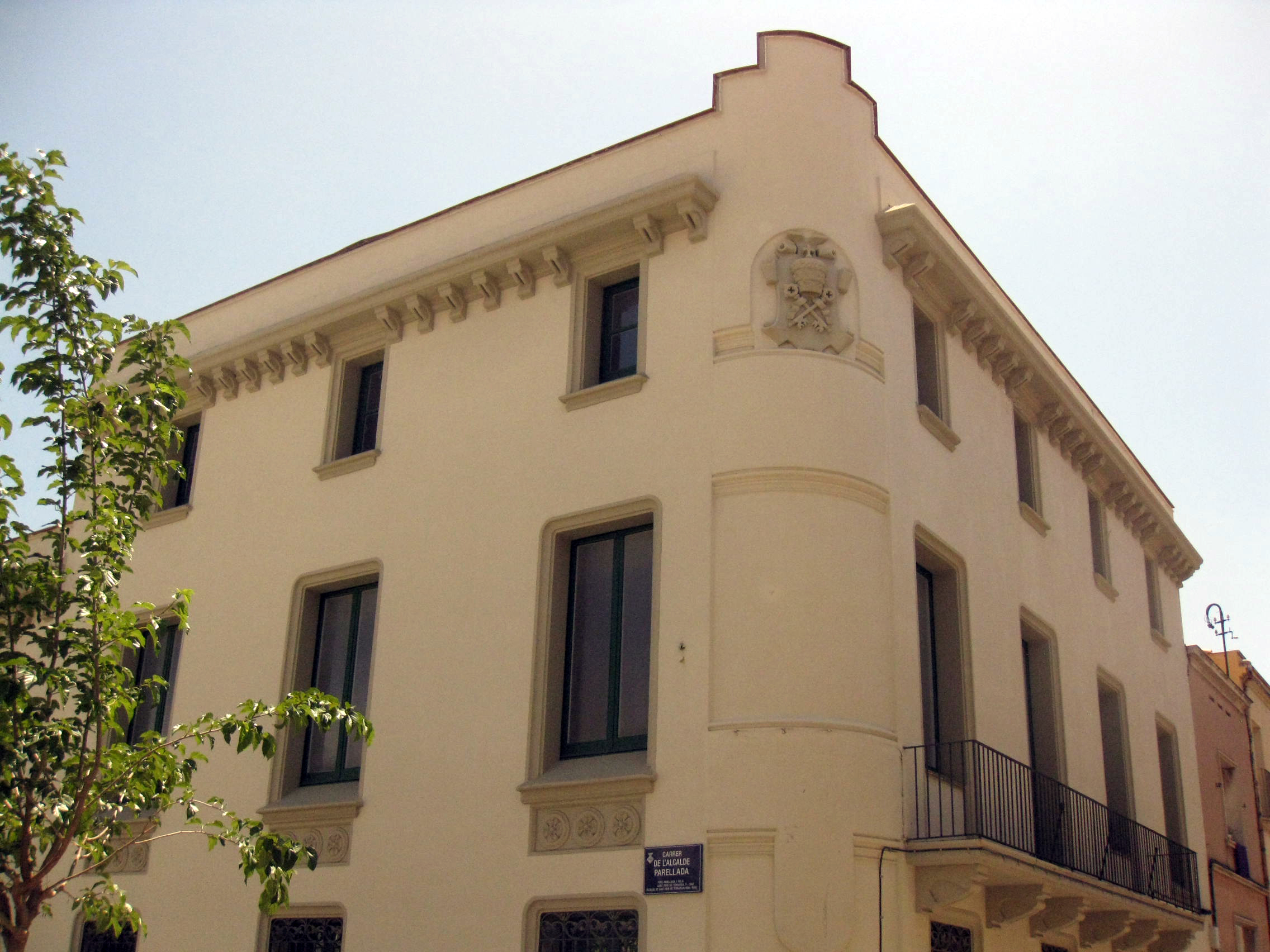
Antic ajuntament de Sant Pere

- El parc de Vallparadís, el parc central de la ciutat.[6]
- L'antic Ajuntament de Sant Pere, a la cantonada entre el carrer Major i el de l'Alcalde Parellada. Hi figura l'escut en relleu de l'antic municipi de Sant Pere, amb les claus i la tiara papal. Obra de Juli Batllevell, fou inaugurat el 30 de maig de 1897. A partir de l'annexió de Sant Pere a Terrassa el 1904, ha acollit dependències municipals, un jutjat de primera instància, un col·legi públic i la Biblioteca Salvador Cardús. Des del 1997 hi té la seu l'Associació de Veïns de l'Antic Poble de Sant Pere.